# Kronologija Trećeg Reicha

## 1933.
- 30. siječnja - Adolf Hitler postaje kancelar Njemačke u manjinskoj vladi (njegova stranka ima 38% glasova u Reichstagu, njemačkom parlamentu).
- 1. veljače - Hitler dao proglas Nijemcima u Berlinu.
- 27. veljače - paljenje Reichstaga.
- 28. veljače - 86-godišnji Hindenburg pod Hitlerovim pritiskom potpisao "Zakon o obrani naroda i države", kojim se Ustavom zagarantirana ljudska prava ukidaju.
- 1. ožujka - nacisti uhitili stotine političkih oponenata.
- 5. ožujka - na federalnim izborima nacisti dobivaju 43,9% glasova te zajedno s konzervativnim nacionalistima prvi put imaju većinu u parlamentu.
- 8. ožujka - nacisti okupiraju bavarski parlament i izbacuju sve dužnosnike.
- 12. ožujka - Paul von Hindenburg naredio da nacistička zastava postane službena zastava Reicha.
- 15. ožujka - Hitler proglasio Treći Reich.
- 20. ožujka - završena izgradnja koncentracijskog logora Dachau, svoja vrata otvorio je dva dana kasnije.
- 23. ožujka - u Reichstagu izglasan "Zakon o punomoći" kojim se sve ovlasti parlamenta preseljavaju na Vladin kabinet, praktično Hitleru u ruke.
- 1. travnja - nacisti organiziraju jednodnevni bojkot židovskih trgovina.
- 26. travnja - uspostavljen Gestapo.
- 27. travnja - paravojna formacija Stahlhelm pridružila se nacistima (1930. godine imala je 500 000 članova).
- 10. svibnja - palež knjiga u Berlinu.
- 26. svibnja - nacisti donijeli zakon kojim su legalizirali eugensku sterilizaciju.
- 14. lipnja - nacistička stranka jedina u Njemačkoj (ostale su zabranjene ili raspuštene).
- 20. srpnja - potpisan sporazum između Vatikana i Trećeg Reicha. Hitler je garantirao puna prava rimokatoličkoj crkvi.
- 16. listopada - Treći Reich najavio kako planira napustiti UN.

## 1934.
- 1. siječnja - Reich proglasio "Zakon o sterilizaciji".
- 10. siječnja - smaknut Marinus van der Lubbe, osuđenik za kazneno djelo paljenja Reichstaga.
- 26. siječnja - Njemačka i Poljska potpisale 10-godišnji pakt o nenapadanju.
- 20. ožujka - sve policijske snage postavljene su pod direktnu zapovijed Heinricha Himmlera.
- 30. lipnja  - "Noć dugih noževa" - pokolj (strijeljanje) mnogobrojnih nepoćudnih Hitleru i vodstva SA (Sturmabteilung), jer su smetali tadašnjem vojnom vrhu, a Hitler im je ispunio želju.
- 10. srpnja - ubijen Erich Mühsam, njemački socijaldemokrat i pisac
- 2. kolovoza - predsjednik Hindenburg umire, Hitler sjedinjuje položaj kancelara i predsjednika u novu funkciju: Führer (vođa).

## 1935.
- 13. siječnja - 90,3% glasača u Saarskoj, koja je bila okupirana od strane Velike Britanije, izrazilo je želju za ponovnim ujedinjenjem s Reichom.
- 11. ožujka - osnovano njemačko ratno zrakoplovstvo, Luftwaffe.
- 16. ožujka - Adolf Hitler objavio je kako se Njemačka ponovno naoružava, što je bilo u suprotnosti s Versajskim sporazumom.
- 17. ožujka - nacisti uvode obveznu vojnu službu za muškarce.[1]
- 1. travnja - zabranjeno djelovanje Jehovinim svjedocima zbog toga što su odbili položiti zakletvu Reichu.[1]
- 28. travnja - Hitler naručio izgradnju prvih 12 podmornica.
- 18. lipnja - anglo-njemački sporazum u kojem je Britanija pristala na to da Njemačka izgradi mornaricu čija tonaža iznosi 35% njene.
- 21. svibnja - na snagu stupio Wehrgesetz, propis koji je omogućavao da samo pripadnici "arijske rase" mogu služiti u vojsci, odnosno da vojnici smiju oženiti samo "arijevske žene".[1]
- 28. lipnja - proširen nacistički kazneni zakon paragrafima 175 i 175a koji su proširivali kontekst kažnjavanja odnosa između dva muškarca - sada ih se moglo kažnjavati samo ako bi se pogledali na način koji se može protumačiti kao seksualni. Istim zakonom proširene su ovlasti njemačkih službi u procesuiranju homoseksualaca.[1]
- 15. rujna - Nirnberški zakoni stupili na snagu.[1]
- 12. prosinca - Heinrich Himmler osnovao Lebensborn, nacističku organizaciju koja je za cilj imala poticanje reprodukcije "arijske rase".

## 1936.
- 7. ožujka - nacistička vojska okupirala porajnje te je tako ponovno prekršila odredbe Versajskog sporazuma.
- 6. lipnja - nacistički ministar unutarnjih poslova objavio dekret o Romima u kojima ih pogrdno naziva "romska kuga". Dekret je za Rome uveo mnoge regulacije i restrikcije.[2]
- 12. srpnja - uspostavljen koncentracijski logor Sachsenhausen[2]
- 28. kolovoza - masovna uhićenja Jehovinih svjedoka (većina poslana u koncentracijske logore)[2]
- 9. rujna - donesen drugi četverogodišnji plan putem kojeg su nacisti planirali organizirati gospodarstvo tako da ne ovise o uvozu.[3]
- 25. studenog - potpisan Antikominternski pakt.
- 1. prosinca - Hitlerjugend stavljen pod kontrolu države, a svi ostali pokreti mladih zakonom su zabranjeni.[3]

## 1937.
- 2. veljače - nacionalna banka i željeznički sustav stavljeni pod kontrolu države.[3]
- 27. veljače-9. ožujka - nacistička kriminalistička policija uhitila je više od 2000 ljudi kojima nije stavljano na teret da su politički oponenti režima. Ovo je bilo prvo takvo masovno uhićenje.[4]
- 7. svibnja - Njemačka Legija Kondor odlazi u Španjolsku kako bi se borila rame uz rame s Francovim postrojbama.
- 15. srpnja - otvoren koncentracijski logor Buchenwald u kojem je tijekom rata ubijeno 56 000 ljudi, od toga 11 000 Židova.[4]
- 13. listopada - poslana poruka u Bruxelles kako Njemačka garantira nepovredivost belgijskog integriteta dok god se Belgija suzdrži od vojnih akcija protiv Njemačke.
- 5. studenog - Hitler održava tajni sastanak u Uredu kancelara. Tema sastanka je određivanje budućeg životnog prostora Nijemaca, odnosno određivanje granica do kojih će invadirati Europu.
- 8. studenog - u Münchenu otvorena nacistička propagandistička izložba pod imenom Der Ewige Jude ("Vječni Židov").[4]
- 14. prosinca - Heinrich Himmler izdao dekret u kojem se pooštravaju kazne za asocijalno ponašanje, krađu iz navike i financiranje života od kriminalnih aktivnosti. Dekret je imao svrhu omogućavanja zakonskih preventivnih uhićenja, a u ovu skupinu automatski su ubrajani Romi. Njemačka policija poslala je ukupno preko 70 000 osoba ovih kategorija u koncentracijske logore.[4]

## 1938.
- 12. siječnja - ministar rata Werner von Blomberg oženio se za Evu Gruhn, u Berlinu. Kum mu je bio Hermann Göring.
- 27. siječnja - ministar rata Werner von Blomberg dao je ostavku povodom saznanja kako mu je novopečena žena pozirala za pornografske uratke.
- 12. veljače - sastanak Adolfa Hitlera i Kurta Schuschnigga, austrijskog kancelara koji pod Hitlerovom prijetnjom (invazija) omogućava njemačku participaciju u austrijskoj vladi.
- 3. ožujka - Nevile Henderson, britanski veleposlanik u Reichu ponudio je Hiteru glavnu ulogu u međunarodnom konzorciju za Afriku u zamjenu za obećanje da neće voditi napadački rat. Hitler je odbio britansku ponudu.
- 12. ožujka - Anschluss, njemačka vojska okupira Austriju.
- 13. ožujka - Treći Reich aneksirao Austriju.
- 5. svibnja - general Ludwig Beck predložio plan Fall Grün u kojem je razradio vojnu agresiju na Čehoslovačku.
- 23. svibnja - Hitler je povodom Čehoslovačke mobilizacije putem ministarstva vanjskih poslova objavio čehoslovacima kako nema teritorijalne pretenzije nad Sudetima. Cijeli svijet je mislio kako je kriza okončana.
- 28. svibnja - Hitler objavio odluku kako će Čehoslovačku uništiti vojnom silom. Naredio je hitnu mobilizaciju 96 divizija Wehrmachta.
- 1. srpnja - osnovan Wolfsburg, grad planiran za radnike tvornice Volkswagen u kojoj je godinu dana ranije počela proizvodnja kultnog autombila Bube.
- 11. kolovoza - srušena sinagoga u Nürnbergu.
- 18. kolovoza - general Ludwig Beck podnio je ostavku jer je smatrao kako će Hitlerova agresija na Čehoslovačku izazvati veliki rat u Europi.
- 10. rujna - Hermann Göring je u svom govoru nazvao Ćehe "jadnom pigmejskom rasom" koja "zlostavlja ljudsku vrstu". Iste večeri predsjednik Čehoslovačke Edvard Beneš obratio se narodu u izvanrednom obraćanju u kojem je pozvao na smirivanje situacije.
- 15. rujna - Neville Chamberlain dolazi u Berchtesgaden kako bi s Hitlerom pregovarao oko sudeta.
- 17. rujna - Neville Chamberlain vraća se u London kako bi se savjetovao sa svojim kabinetom oko nastavka pregovora s Hitlerom.
- 22. rujna - Chamberlain se vraća u Reich na novu rundu pregovora s Hitlerom. Hitler podiže vlastite zahtjeve koji sada uključuju vojnu okupaciju Čehoslovačkog teritorija Sudeta do 1. listpada iste godine. Chamberlain je iste večeri savjetovao Čehoslovačkoj da se pripremi za rat.
- 24. rujna - Hitler i Chamberlain završavaju pregovore. Chamberlain pristaje osobno odnijeti uvjete Čehoslovačkoj. Čehoslovačka odbija bilo kakve nagodbe i sporazume, kao i britanski kabinet. Francuska vlada također odbija sporazume i naređuje djelomičnu mobilizaciju francuske vojske.
- 26. rujna - Hitler u Berlinu drži javni govor te naglašava kako će uskoro početi rat s Čehoslovačkom.
- 28. rujna - Kako se rok (1. listpada) bliži, Hitler poziva Mussolinija, Deladiera i Chamberlaina na posljednji dogovor. Čehoslovačka delegacija nije pozvana.
- 29. rujna - bivši britanski vojni ataše Graham Christie saznaje da je mobilizacija britanske kraljevske mornarice naštetila popularnosti nacističkog režima jer su ljudi shvatili kako će vrlo vjerojatno doći do sveopćeg rata.
- 29. rujna - potpisan Münchenski sporazum.
- 1. listopada - njemačka vojska mirno zauzela teritorij Sudeta, a Poljska vlada daje Čehoslovačkoj ultimatum od 24 sata u kojem im moraju predati regiju Zaolzie. Poljaci okupirali Zaolzie.
- 16. listopada - nacisti protjerali 12 000 Židova iz Reicha. Poljska vlada prihvatila njih 4000, a odbila nadležnost za preostalih 8000 koji su potom bili prisiljeni živjeti na ničijoj zemlji između Reicha i Poljske.
- 24. listopada - sastanak Józefa Lipskog i von Ribbentropa u kojem nacisti traže pripajanje Danziga, ekstrateritorijalna prava nad poljskim koridorom i potpisivanje Antikominternskog pakta.
- 28. listopada - 17 000 Židova uhićeno i deportirano u Poljsku koja ih je odbila i ostavila na granici, tj. ničijoj zemlji.
- 7. studenog - ubijen Ernst vom Rath, tajnik njemačkog veleposlanstva u Parizu. Ubio ga je Herschel Grynszpan.
- 9. studenog - Kristalna noć. Ubijeno oko 90 Židova, spaljeno oko 7500 židovskih radiona i poduzeća, spaljeno oko 250 sinagoga i uhićeno preko 25 000 Židova.
- 12. studenog - Hitler kaznio židovsku zajednicu s milijardu reichmarka zbog smrti vom Ratha.